# Stenotrupis
Stenotrupis är ett släkte av skalbaggar. Stenotrupis ingår i familjen vivlar.

## Dottertaxa tillStenotrupis, i alfabetisk ordning[1]
- Stenotrupis acicula
- Stenotrupis biformis
- Stenotrupis caliginosa
- Stenotrupis conicicephala
- Stenotrupis convexiuscula
- Stenotrupis crassifrons
- Stenotrupis crassipes
- Stenotrupis debilis
- Stenotrupis depressicollis
- Stenotrupis distinguenda
- Stenotrupis dumetorum
- Stenotrupis exilis
- Stenotrupis filum
- Stenotrupis intermedia
- Stenotrupis lodoiceicola
- Stenotrupis myristicae
- Stenotrupis nemoralis
- Stenotrupis nitidula
- Stenotrupis ovaticeps
- Stenotrupis parallela
- Stenotrupis polita
- Stenotrupis prolixa
- Stenotrupis rufipes
- Stenotrupis sericata
- Stenotrupis silvicola
- Stenotrupis tarsalis
- Stenotrupis wollastoniana